# Vrouwenalfabet
Vrouwenalfabet is de derde single van Monique Smit.

## Nummers
1. "Vrouwenalfabet" - 4:17
2. "Vrouwenalfabet (instrumentaal)" - 4:15